# آلمه‌لیق
آلمه‌لیق (به ازبکی: Olmaliq، آلمه‌لیق) شهری در ولایت تاشکند کشور ازبکستان است که در سرشماری سال ۲۰۱۴ میلادی، ۱۲۱٬۱۰۹ نفر جمعیت داشته است.آلمه‌لیق به ترکی به معنای سیبستان است، متشکل از «آلمه»‌ به معنی سیب در ازبکی، و پسوند ترکی «ـلیق».